# Attraversamento delle Ande
L'attraversamento delle Ande è stato un insieme di movimenti tattici-militari realizzati dall'Esercito delle Ande delle Province Unite del Río de la Plata - attuale Argentina - e delle truppe cilene esiliate nella città di Mendoza, tra il 12 gennaio e il 9 febbraio del 1817, per attraversare con una forza composta da 4 000 soldati regolari e 1 200 miliziani la catena montuosa delle Ande dalla regione argentina di Cuyo per arrivare in Cile e affrontare le truppe realiste dell'Impero spagnolo. Formò parte del piano che il generale argentino José de San Martín sviluppò per poter portare a termine la Spedizione Liberatrice d'Argentina, Cile e Perù. Fu appoggiata dalle azioni della Guerra de zapa, diretta dal cileno Manuel Rodríguez.
È considerato come uno dei grandi eventi della storia d'Argentina e Cile e una dei grandi successi militari della storia sudamericana. Alcuni autori lo considerano come parte del Piano di Maitland, progettato per la conquista britannica dei territori sudamericani.

## Idea
Dopo la rivoluzione di maggio del 1810, si cominciò la guerra d'indipendenza argentina come parte delle guerre d'indipendenza ispanoamericane contro la monarchia spagnola e il sistema coloniale. Malgrado un inizio positivo delle rivolte, le forze indipendentiste soffrirono un blocco dovuto alla resistenza e repressione che esercitarono le forze leali alla corona spagnola, che mantenevano il potere stabile nel centro del Perù.

## L'attraversamento
Il 5 gennaio del 1817 le forze dell'esercito delle Ande cominciarono la marcia per attraversare la catena montuosa delle Ande. Quest'esercito, formato a El Plumerillo, abbandonò il campo base e cominciò l'attraversamento nel Paso de Los Patos e a Uspallata. Queste vallate, particolarmente inospitali, garantivano un fattore sorpresa all'attacco indipendentista. L'attraversamento durò 21 giorni e raggiunse un'altezza massima di 4000 metri sul livello del mare. Per facilitare l'attraversamento, l'esercito fece uso di guide montane del luogo, conosciute come Baqueanos.
Il piano della campagna era dividere le truppe in due colonne, principale e secondaria:
- Principale: era formata da tre colonne al comando di Miguel Estanislao Soler (al comando del gruppo d'avanguardia), José de San Martín e Bernardo O'Higgins. Avanzarono attraverso Paso de Los Patos mantenendo la distanza di una giornata l'una con l'altra.
- Secondaria: al comando di Juan Gregorio de Las Heras e avanzò attraverso la rotta di Uspallata. A due giorni di distanza erano seguite dalle forze di Luis Beltrán, a comando dell'artiglieria.

Le forze principali arrivarono a destinazione tra il 6 e l'8 febbraio.

### Le truppe
L'esercito si componeva all'incirca da 3 800 soldati, la maggior parte d'origine nera e di diverse nazionalità, 1 200 miliziani come truppe ausiliari (per il trasporto di viveri e munizioni), 120 minatori e 22 pezzi d'artiglieria (2 obici da 6 pollici, 7 cannoni da 4 pollici, 9 cannoni da montagna, 2 cannoni di ferro e 2 cannoni da 10 libre). In totale, le forze contavano con 3 generali, 28 direttori, 207 ufficiali e 2106 granatieri.

### Conclusione
Il 13 febbraio del 1817, le truppe di San Martín e O'Higgins entrarono a Santiago de Cile, dopo aver attraversato 500km di catena montuosa e il viaggio si concluse. Le forze della corona spagnola avanzarono a nord per evitare lo scontro con l'esercito delle Ande, ma lasciarono 1 500 uomini a guardia della vallata di Chacabuco, dove si cominciò la Battaglia di Chacabuco.

## Memoria
Nel 2010, per celebrare i 200 anni della rivoluzione, le forze dell'esercito argentino e cileno ricrearono l'attraversamento delle Ande, commemorando così la campagna di San Martín.